# Il prigionier superbo
Il prigionier superbo è un'opera seria in tre atti di Giovanni Battista Pergolesi su libretto di anonimo (forse una rielaborazione curata da Gennaro Antonio Federico), tratto da un lavoro precedente di Francesco Silvani, intitolato La fede tradita e vendicata (1704). L'opera andò in scena al Teatro San Bartolomeo di Napoli il 5 settembre 1733 ed è rimasta famosa soprattutto per gli intermezzi comici che l'accompagnavano e che, sotto il titolo de La serva padrona, hanno costituito la base principale per la mai oscurata fama di Pergolesi come operista, rimanendo da allora costantemente in repertorio nei teatri di tutto il mondo.

## Vicende storiche
Dopo essersi diplomato al Conservatorio dei Poveri di Gesù Cristo di Napoli nel 1731 componendo il dramma sacro La conversione di San Guglielmo duca d'Aquitania, Pergolesi aveva fulmineamente debuttato nel principale teatro della città, il San Bartolomeo, all'inizio dell'anno successivo, con l'opera seria La Salustia. L'esito di questo lavoro era stato piuttosto contrastato, ma fu ampiamente controbilanciato dal successo caloroso che arrise, alla fine di settembre dello stesso anno, alla "commedeja pe’ mmuseca" Lo frate 'nnamorato, andata in scena al Teatro dei Fiorentini, la quale consolidò la fama acquisita dal ventiduenne musicista marchigiano. Due mesi dopo, alla fine di novembre, il disastroso terremoto dell'Irpinia, seguito da ulteriori gravi scosse nei mesi successivi, determinò la chiusura dei teatri napoletani e quindi "la soppressione della successiva stagione d’opera al S. Bartolomeo: per il dramma serio al quale da tempo aveva iniziato a lavorare, Pergolesi dovette quindi attendere sino all’estate del 1733.
Come già era stato fatto nel caso della Salustia, anche per questa nuova opera si decise di procedere alla rielaborazione di un libretto preesistente cambiandone il titolo (e in questo caso anche il nome dei personaggi). Il testo prescelto fu quello de La fede tradita e vendicata di Francesco Silvani, che era andato in scena nel 1704 al Teatro San Cassiano di Venezia con musiche di Francesco Gasparini ed era stato poi ripreso, nel ventennio successivo, un po' in tutta Italia (al San Bartolomeo nel 1707, con arie aggiunte di Giuseppe Vignola) ed anche a Praga. L'opera era stata musicata anche da altri autori, tra cui Vivaldi e Vinci: la versione di quest'ultimo, ridenominata L'Ernelinda, era andata in scena proprio al San Bartolomeo il 4 novembre 1726.
La nuova opera di Pergolesi, con il titolo de Il prigionier superbo, fu scelta come spettacolo di riapertura del principale teatro partenopeo a fine estate 1733: essa era dedicata ai festeggiamenti per il genetliaco dell'imperatrice, e quindi all'epoca anche regina di Napoli, Elisabetta Cristina, il quale cadeva il 28 di agosto, ma, non si sa per quale motivo, la prima slittò in effetti al successivo 5 di settembre.  "Benché l'accoglienza fosse, a quanto pare, tiepida (anche a causa di una compagnia mediocre), le recite durarono fino a ottobre". L'elemento più memorabile della produzione furono comunque gli intermezzi, che, con il titolo de La serva padrona, si sarebbero dimostrati come "una delle composizioni più fortunate dell’intera storia del teatro musicale".
Tenuto conto che uno dei personaggi dell'opera, Metalce, era denominato, nell'originale di Silvani, Ricimero, è da ritenersi che gli accenni fatti da fonti più tarde ad una presunta perduta opera di Pergolesi intitolata appunto Ricimero, si riferiscano in effetti al Prigionier superbo.
La prima produzione dell'opera in epoca moderna ha avuto luogo al Teatro Pergolesi di Jesi il 27 settembre 1997, in una revisione a cura di Marcello Panni. L'opera è stata nuovamente ripresa nel settembre del 2009, e poi nel dicembre dell'anno successivo, sempre al Teatro Pergolesi, per la bacchetta di Corrado Rovaris, questa volta utilizzando la nuova edizione critica curata da Claudio Toscani per la Fondazione Pergolesi Spontini. Di questa produzione è stata anche realizzata una registrazione video da parte della Unitel Classica, poi riversata in DVD e Blu-ray.

## Personaggi e interpreti
| Personaggio | Tipologia vocale        | Interpreti della prima 5 settembre 1733 |
| ----------- | ----------------------- | --------------------------------------- |
| Sostrate    | tenore                  | Giovanni Battista Pinacci               |
| Rosmene     | contralto               | Anna Bagnolesi                          |
| Metalce     | contralto (in travesti) | Lucia Grimani                           |
| Ericlea     | soprano                 | Rosa Mancini                            |
| Viridate    | soprano castrato        | Antonio Castoro                         |
| Micisda     | soprano (in travesti)   | Anna Maria Mazzoni                      |

## Trama

### Antefatto
Questo è l'«Argomento», quale testualmente riportato nel libretto:

Essendo discacciato da' suoi stessi vassalli dal regno di Norveggia, Clearco si ricovrò con Ericlea sua figlia appresso Metalce re de' Goti. Al soglio di Norveggia intanto fu sollevato Sostrate, contro il quale mosse la sciagura di Clearco, Viridate principe reale di Danimarca, con gran parte de' principi del Settentrione, che unite le loro forze a quelle di Metalce, si accinsero a mettere in trono di nuovo Clearco: a questo torrente si oppose Sostrate colle sue forze, ed in una delle battaglie che si diedero, restò dalla mano medesima di Metalce privo di vita Oronte figlio di Sostrate: concepì Sostrate tanto sdegno per la morte del figlio, che sebbene gli fossero proposti vantaggiosi partiti di pace sino a lasciarlo regnare finché vivesse, a condizione che lui morto, fosse riconosciuta regina Ericlea, figlia di Clearco, il quale in questo tempo morì: non si poté già mai questo principe superbo ridurre ad accettarli. Restò finalmente egli vinto e prigioniero colla di lui figlia Rosmene. Metalce intanto vedutosi vincitore ricusò restituire il regno ad Ericlea, promettendogli le sue nozze, che poi cercò frastornare per essersi invaghito di Rosmene, figlia di Sostrate, la quale prima del cominciamento della guerra si amava scambievolmente con il principe Viridate: questa infedeltà irritò gli animi generosi de' confederati a vendicare la principessa, e liberare Sostrate dalle forze di Metalce. Questo si ha dall'istoria, il rimanente è tutto favoloso per dar materia agli episodi del dramma.

## Registrazioni
- Audio: Giovanni Battista Pergolesi: Prigionier superbo – Angelo Manzotti (Viridate), Ezio di Cesare (Sostrate), Lucia Rizzi (Rosmene); Orchestra Filarmonica Marchigiana, Marcello Panni (direttore). Registrazione dal vivo dal Teatro Pergolesi di Jesi, settembre 1997. Etichetta: Bongionvanni.
- Video: Giovanni Battista Pergolesi: Il prigionier superbo – La serva padrona - Marina Comparato (Viridate), Antonio Lozano (Sostrate), Marian Rodriguez Cusi (Rosmene), Marina Di Liso (Metalce), Ruth Rosique (Ericlea), Giancinta Nicotra (Micisda); Alessandra Marianelli (Serpina); Carlo Lepore (Uberto); Jean Méningue (Vespone); Accademia Barocca de I Virtuosi Italiani, Corrado Rovaris (direttore), Henning Brockaus (regista). Registrazione dal vivo presso il Teatro Pergolesi di Jesi, dicembre 2010. Label: Arthaus Musik - Unitel Classic